# Troisième circonscription de la préfecture de Fukuoka
La troisième circonscription de la préfecture de Fukuoka (福岡県第3区, Fukuoka-ken dai-san-ku) est l'une des onze circonscriptions législatives que compte la préfecture de Fukuoka au Japon.

## Description géographique
Entre 1994 et 2013, la troisième circonscription de la préfecture de Fukuoka regroupait les arrondissements de Sawara et Nishi de la ville de Fukuoka, la ville de Maebaru et le district d'Itoshima (ja).
Entre 2013 et 2017, elle réunissait les arrondissements de Sawara et Nishi et la ville d'Itoshima.
Depuis 2017, elle comprend les arrondissements de Sawara et Nishi, une partie de l'arrondissement de Jōnan et la ville d'Itoshima.

## Députés
| Législature | Début de mandat | Fin de mandat | Député élu        | Parti politique | Parti politique |
| ----------- | --------------- | ------------- | ----------------- | --------------- | --------------- |
| 41e         | 1996            | 2000          | Seiichi Ōta (ja)  |                 | PLD             |
| 42e         | 2000            | 2003          | Seiichi Ōta (ja)  |                 | PLD             |
| 43e         | 2003            | 2005          | Kazue Fujita      |                 | PDJ             |
| 44e         | 2005            | 2009          | Seiichi Ōta       |                 | PLD             |
| 45e         | 2009            | 2012          | Kazue Fujita      |                 | PDJ             |
| 46e         | 2012            | 2014          | Atsushi Koga (ja) |                 | PLD             |
| 47e         | 2014            | 2017          | Atsushi Koga (ja) |                 | PLD             |
| 48e         | 2017            | 2021          | Atsushi Koga (ja) |                 | PLD             |
| 49e         | 2021            | 2024          | Atsushi Koga (ja) |                 | PLD             |
| 50e         | 2024            | -             | Atsushi Koga (ja) |                 | PLD             |